# 新北市客家文化園區

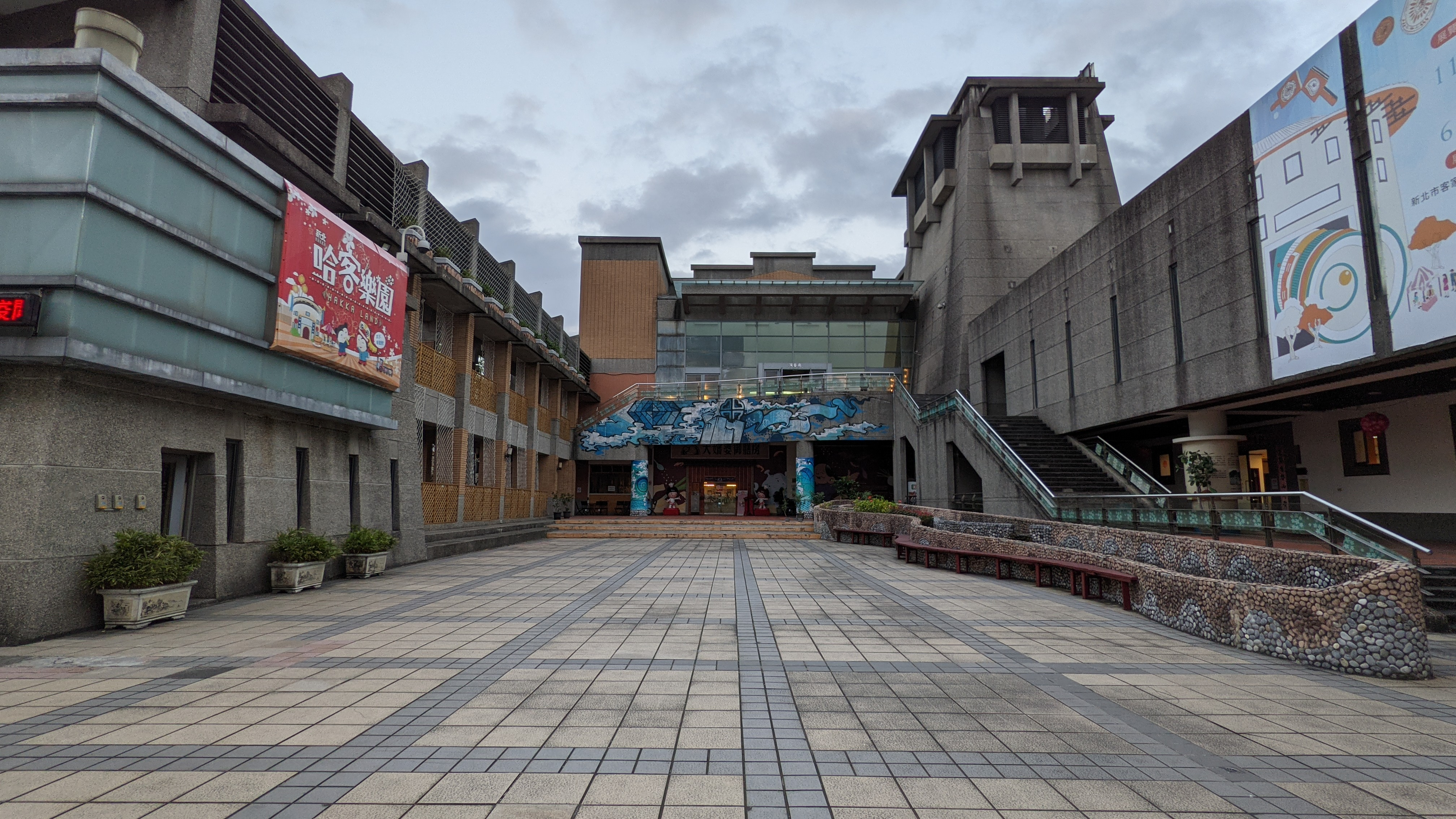
新北市客家文化園區

新北市客家文化園區位於臺灣新北市三峽區，係為了保留並發揚客家文化而建之文化園區，隸屬新北市政府客家事務局。

## 簡介
客家文化園區於2005年7月開館，內部有許多客家生活文物和作品，以及許多的傳統民俗玩具。其目的是為了能在推展客家文化中增加些許樂趣，而使民眾能夠快樂地來認識客家的文化。

## 建築特色
以傳承、活化、新穎為理念的方式呈現出，客家人的熱情待客之道、對生命的熱忱、犧牲奉獻。

## 外部連結
- 新北市客家文化園區 （页面存档备份，存于）
- 新北市客家文化園區 - 新北市觀光旅遊網 （页面存档备份，存于）
- 新北市客家文化園區的Facebook專頁